# Dongfeng (powiat)
Dongfeng (chiń. 东丰县; pinyin: Dōngfēng Xiàn) – powiat w północno-wschodnich Chinach, w prowincji Jilin, w prefekturze miejskiej Liaoyuan. W 1999 roku liczył 402 004 mieszkańców.